# Cyrk (rozrywka)

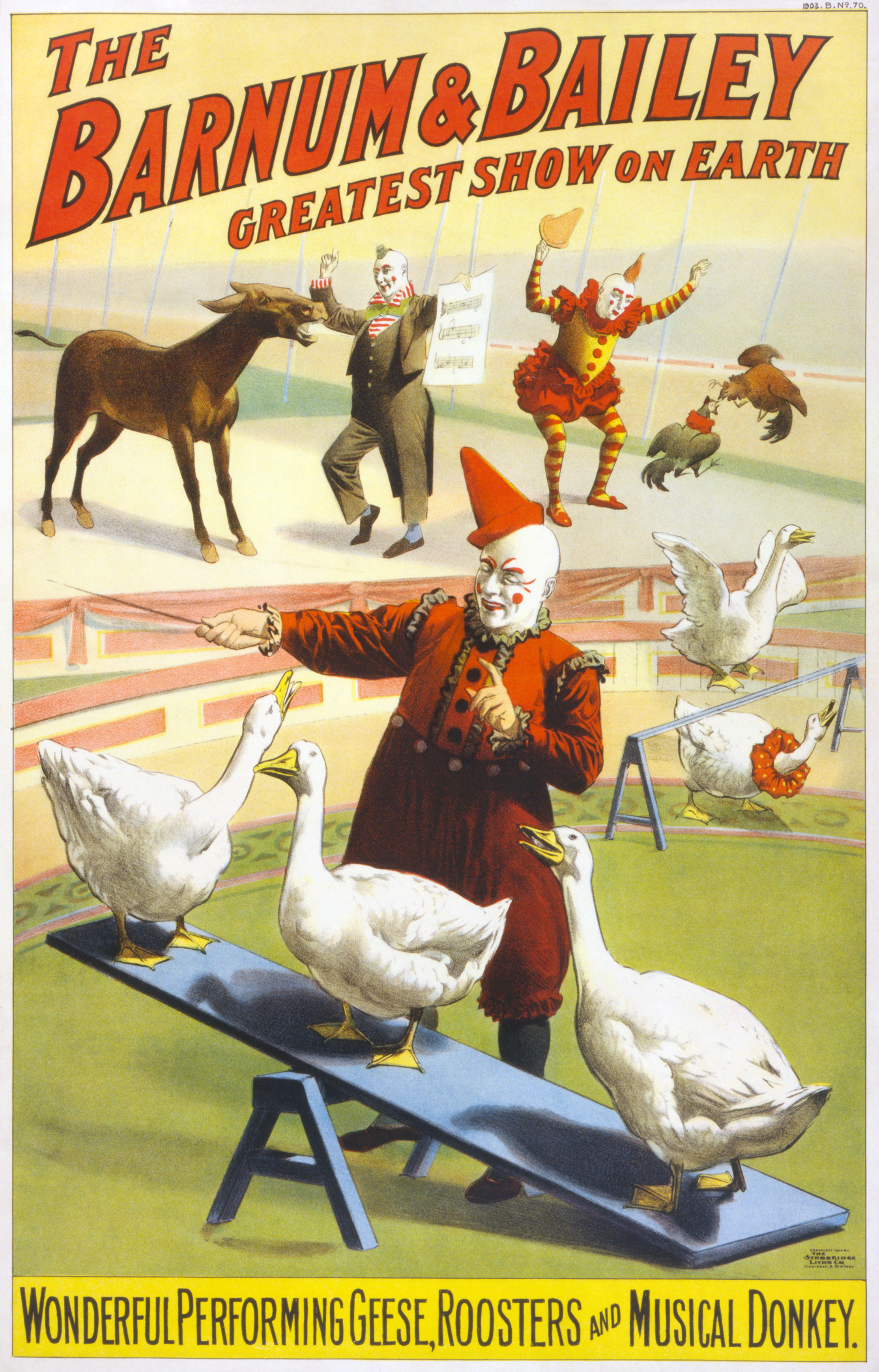
Plakat cyrkowy z 1900

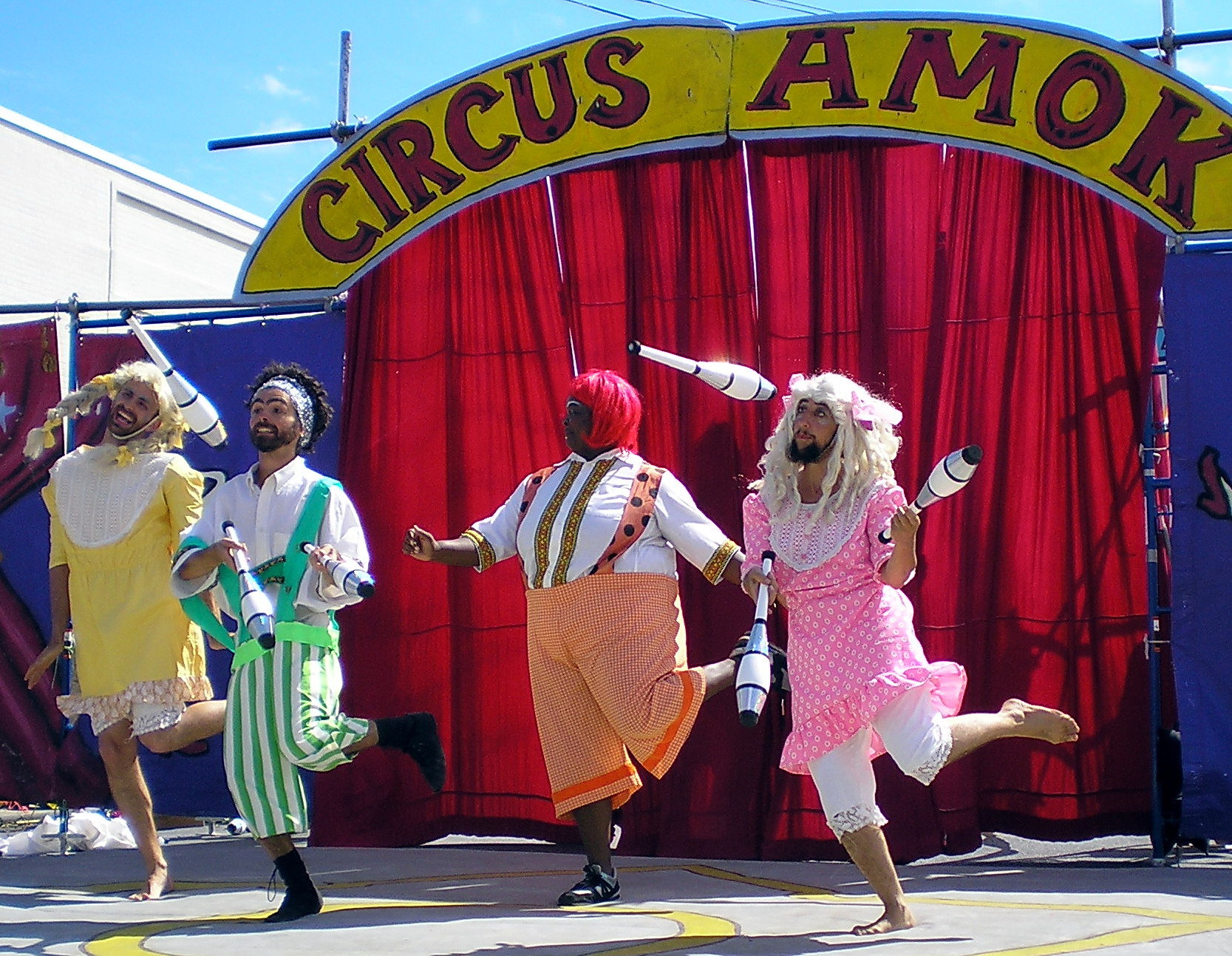
Żonglerzy na występie

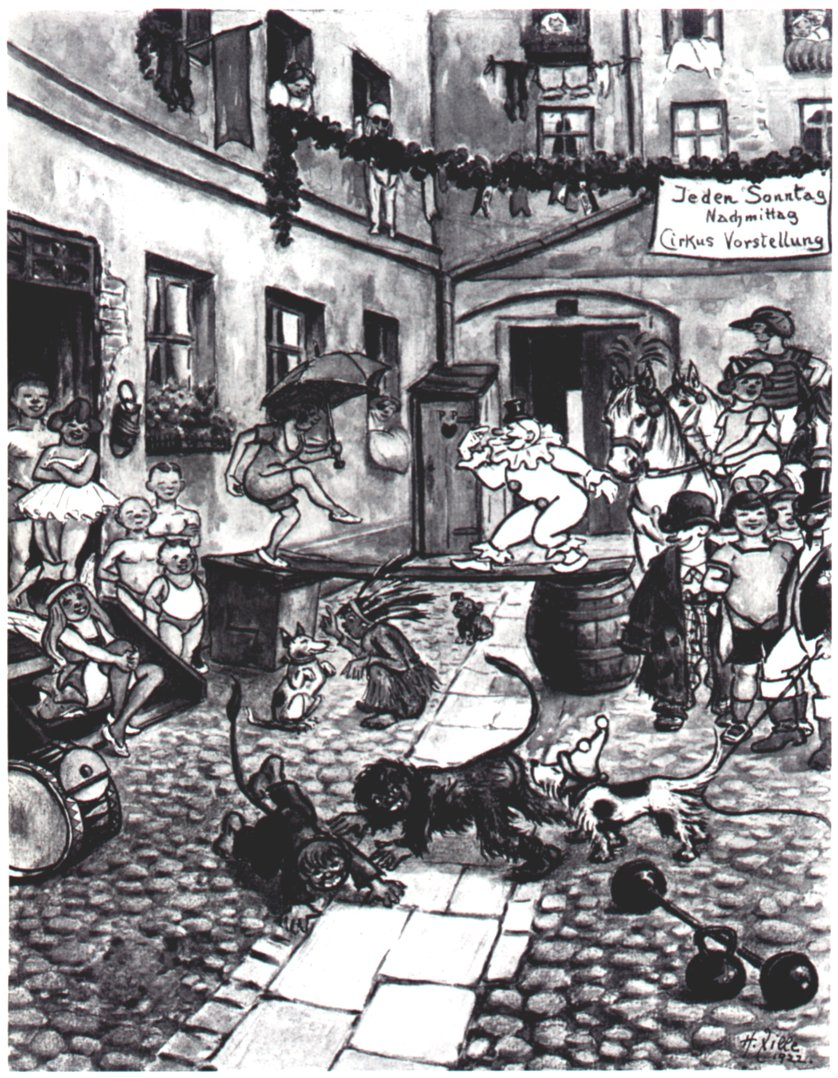
Cyrk uliczny w Berlinie (rysunek Heinricha Zillego)

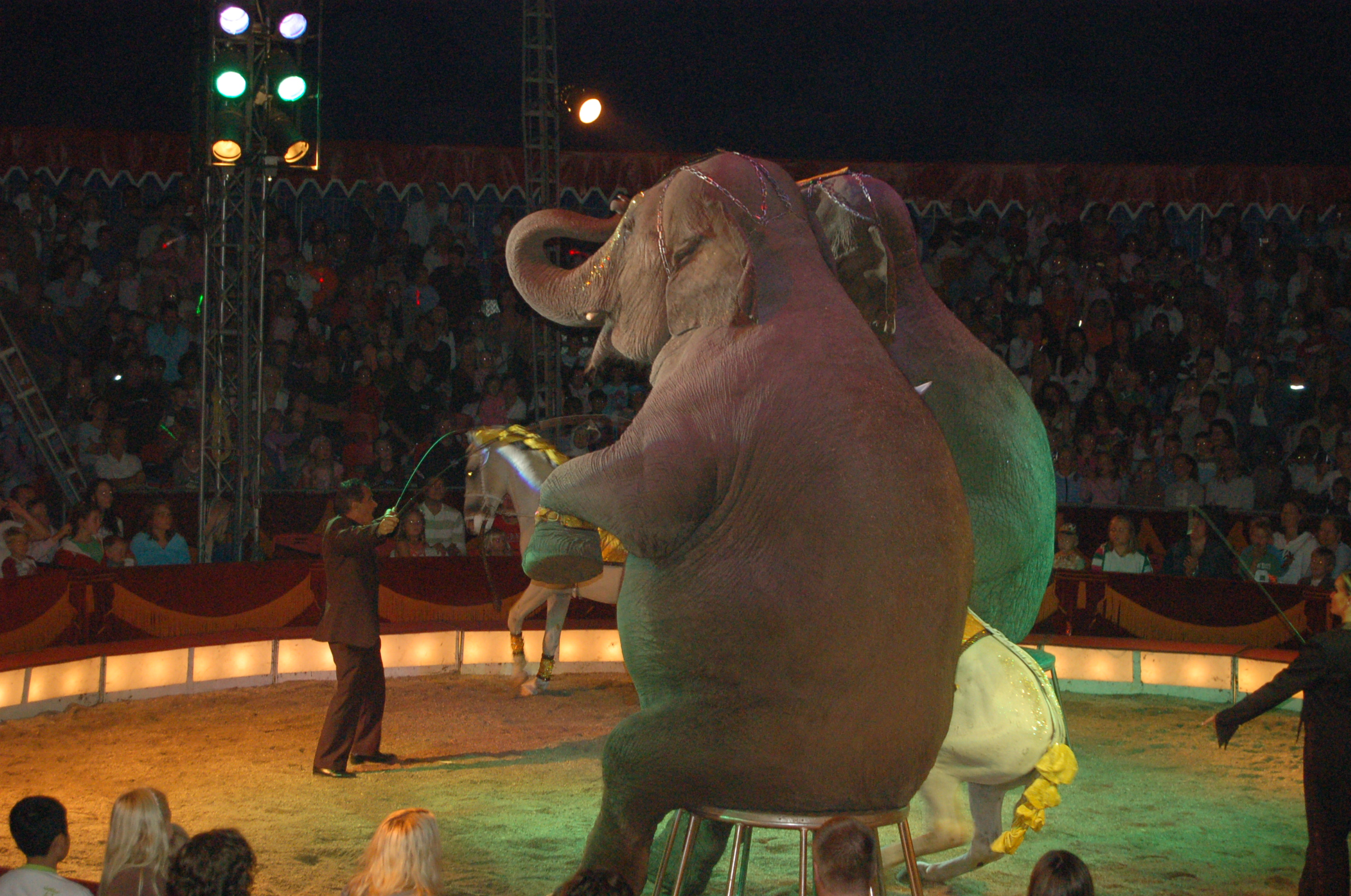
Słonie występujące w cyrku Merano w Oslo (Norwegia)

Cyrk – budynek lub namiot z okrągłą areną wewnątrz, na której odbywają się występy artystów cyrkowych.

## Rozwój cyrku w Europie
W Europie sztuka cyrkowa rozkwitła w średniowieczu, kiedy pojawili się wędrowni aktorzy (kuglarze) zwani później hecarzami (na Rusi skomorochami). Pokazy, zwane hecami, nie odbywały się na wielkich arenach ani w namiotach, lecz na ulicach miast, jarmarkach i festynach. Do wędrownych trup należeli linoskoczkowie, żonglerzy, połykacze ognia, mimowie i komedianci. W pierwszej połowie XIX wieku działały głównie cyrki konne z Anglii i Francji; pod koniec tego stulecia rozwinęły się cyrki w Cesarstwie Niemieckim (między innymi cyrki objazdowe Carla Hagenbecka).

## Rozwój cyrku w Polsce
Pierwszy stały cyrk wybudowała w Warszawie w 1883 Wilhelmina Ciniselli (rodzina Cinisellich prowadziła cyrk do 1914 to jest do wybuchu I wojny światowej). Pod koniec XIX wieku powstały też cyrki wędrowne między innymi Adama Pincla. Po odzyskaniu niepodległości głównymi organizatorami i właścicielami cyrków byli Stanisław Mroczkowski i bracia Staniewscy (Mieczysław i Bronisław). Wybitnymi artystami cyrkowymi tego okresu byli między innymi przedstawiciele rodzin Barańskich, Blumskich, Mileców; popularność zdobyły duety klaunów – Bim-Bom (Iwan Raduński i Mieczysław Staniewski), Din-Don (Wiktor i Edward Manc). Po II wojnie światowej powołano Dyrekcję Państwową Cyrków z siedzibą w Łodzi, powstały też pierwsze cyrki objazdowe (od 1949 w ramach Zjednoczonych Przedsiębiorstw Rozrywkowych). W 1950 w Julinku powstała baza cyrkowa z zapleczem szkoleniowo-technicznym, w 1967 powołano Państwową Szkołę Cyrkową w Julinku.

## Elementy cyrku

### Wielkie buty i czerwone nosy
Współczesny cyrk to przede wszystkim rozrywka, dlatego jego nieodłącznym elementem są występy klaunów. Kolorowo wymalowani przebierańcy w za dużych butach i ze sztucznymi kolorowymi nosami – ulubieńcy dzieci – mają za zadanie rozśmieszać publiczność. Nie jest to łatwe, często więc muszą posiąść wiele różnych umiejętności – teatralnych, muzycznych i gimnastycznych. Do najpopularniejszych przedstawicieli tej grupy cyrkowców zalicza się akrobatów i mimów oraz charakterystycznych klaunów „ryżych” i „białych”, nawiązujących do tradycyjnych postaci komicznych, takich jak Arlekin czy Pierrot.

### Niebezpieczna praca
Popisy ekwilibrystyczne i akrobatyczne wymagają niezwykłych umiejętności, które zdobywa się tylko dzięki wieloletnim ćwiczeniom. Przykładem takiej sztuki są akrobacje na wysoko zawieszonych trapezach, wymyślone w połowie XIX wieku we Francji. Do ich wykonania są potrzebne wielkie wyczucie czasu, zręczność, siła i gibkość ciała. Trudnym zadaniem są także: jazda na jednokołowym rowerku, wymagająca wyjątkowego poczucia równowagi, oraz pokazy precyzyjnego rzucania nożami. Każdy nieprawidłowo wykonany ruch podczas wszystkich ewolucji wiąże się z ogromnym niebezpieczeństwem i może zagrażać zdrowiu i życiu artysty.

### Treserzy i tresowane zwierzęta
W większości cyrków na całym świecie do klasycznych numerów należą występy tresowanych zwierząt. W programie znajdują się na przykład pokazy psów jeżdżących na rowerach i skaczących przez przeszkody, fok żonglujących piłkami, a także jazda konna. Szczególną atrakcją są zazwyczaj numery z udziałem niebezpiecznych zwierząt, takich jak niedźwiedzie, lwy, tygrysy i słonie. Widok tresera wkładającego głowę w paszczę lwa mrozi krew w żyłach, ale równie emocjonujące mogą być słonie stojące na dwóch nogach.

### Kontrowersje

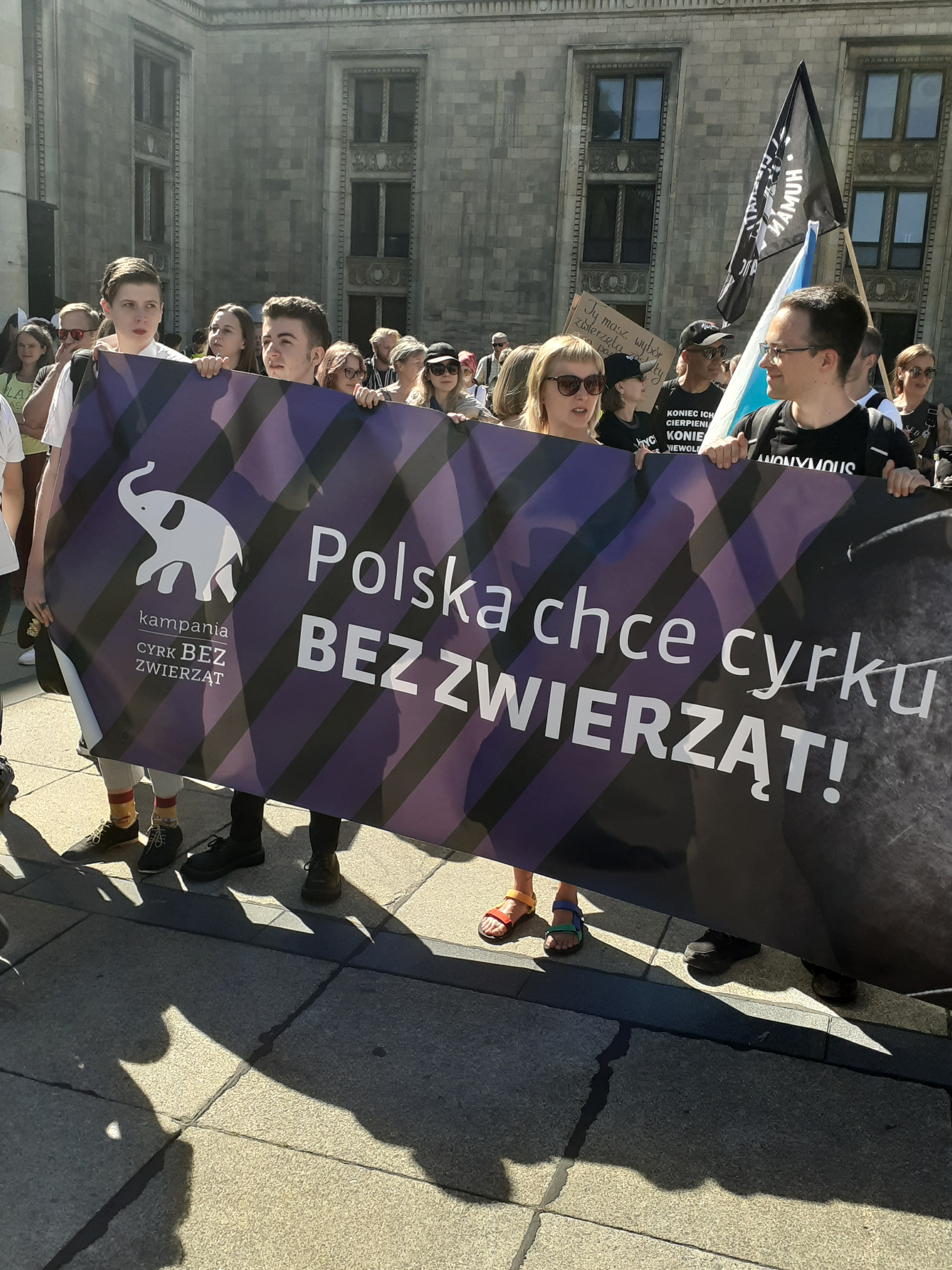
Baner kampanii "Cyrk bez zwierząt" niesiony w trakcie Marszu Wyzwolenia Zwierząt w Warszawie w 2022.

Fakt tresury (w szczególności metod jej przeprowadzania) oraz przetrzymywania zwierząt, jak również warunków, w jakich są przetrzymywane (zwłaszcza w przypadku gatunków egzotycznych), sprawiają, iż cyrki, w programach których występują zwierzęta, często są krytykowane przez organizacje zajmujące się prawami zwierząt. Również niektórzy psychologowie podają w wątpliwość wartość pokazów, w których dzieci obserwują zmuszanie zwierząt do nienaturalnych dla nich czynności.
Przeciw wykorzystywaniu zwierząt w cyrkach wypowiedziała się między innymi Europejska Federacja Lekarzy Weterynarii (FVE).

### Zakazy cyrków ze zwierzętami
Kilkadziesiąt państw na świecie zakazało częściowo albo całkowicie występów zwierząt w cyrkach. Austria, Belgia, Chorwacja, Ekwador, Holandia, Izrael, Kostaryka, Panama, Paragwaj, Peru, Singapur, Słowenia i Wielka Brytania zakazały wykorzystywania zwierząt dzikich w cyrkach. W Boliwii, Bośni i Hercegowinie, Brazylii, Chinach, na Cyprze, Grecji i na Malcie zakaz obejmuje wszystkie zwierzęta. Do państw, które wprowadziły częściowe ograniczenia wykorzystywania zwierząt, należą: Australia, Dania, Finlandia, Indie, Kanada, Meksyk, Nowa Zelandia, Stany Zjednoczone, Szwajcaria i Tajwan.  18 września 2020 roku Sejm uchwalił nowelizację ustawy o ochronie zwierząt (tzw. Piątka dla zwierząt), która m.in. wprowadza zakaz występowania zwierząt w cyrkach. Ustawa stała się jedną z przyczyn sporu w koalicji rządowej (przeciwko ustawie w Sejmie głosowali posłowie z ramienia koalicyjnej partii Solidarna Polska, a politycy partii Porozumienie w większości wstrzymali się od głosu) oraz sporu w części opozycji stanowiącej większość senacką.